# 雲外鏡

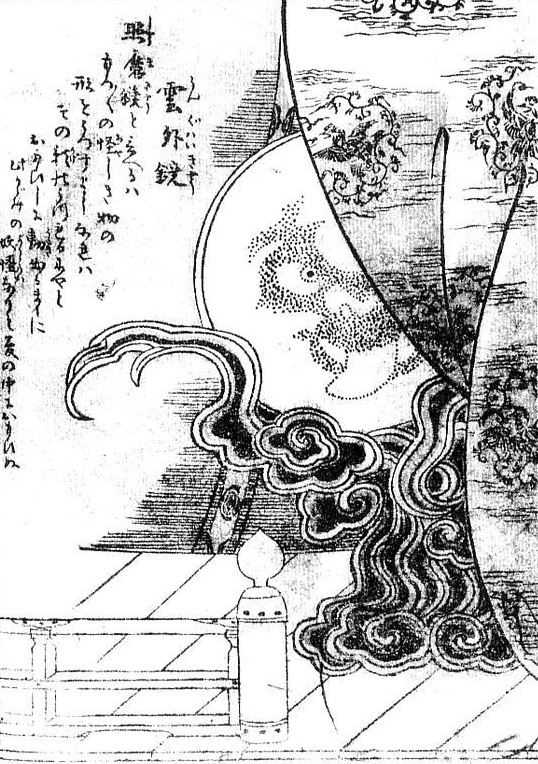
百器徒然袋中的雲外鏡

雲外鏡（日语：雲外鏡、うんがいきょう），記載於鳥山石燕的妖怪畫集《百器徒然袋》中的一種妖怪。

## 形象
雲外鏡的形象為一種能反映遙遠地方影像的鏡子，就好比現在的電視，或是吉卜賽人占卜用的水晶球一樣。它屬於付喪神的一種，是鏡子歷經百年後幻化而成的妖怪，又名鏡妖。也有人說雲外鏡是狸妖幻化而成的，當狸妖的肚子脹大，像電視的映像管一樣發光時，就可以自由地顯現出遠方的情景。
妖怪繪師鳥山石燕曾記載雲外鏡經常容易跟照妖鏡搞混，因為照妖鏡可以映照出肉眼看不見的妖怪，這點與雲外鏡會映照出怪異的臉孔是有些相似。據說在陰曆八月十五日的夜晚，在水晶盆內注滿水，將鏡子平放在水面，若是映照出妖怪的模樣，就表示這面鏡子裡住著妖怪。
雲外鏡又通稱「紫鏡」，是「照亮惡魔之鏡」，會在吉日時吃掉成熟的孩子的妖怪，都市傳說看到那面鏡子的人會在20歲生日那年死去，但事實是13歲（13歲為妖怪成年）。